# Teatre romà de Djemila

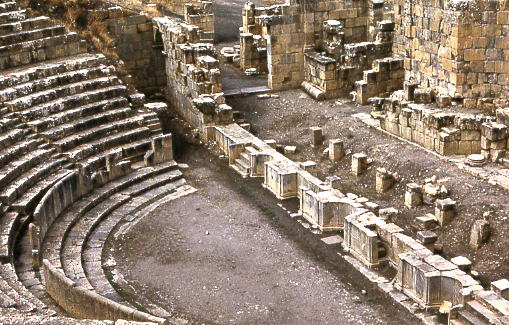
El Teatre romà de Djemila (Algèria).

El Teatre romà de Djemila és un teatre que forma part del conjunt romà de l'antiga ciutat de Cuicul, al nord-est d'Algèria, declarada Patrimoni de la Humanitat per la UNESCO. El teatre tenia una capacitat per encabir entre 2.800 i 3.500 espectadors. La càvea feia 62 metres de diàmetre.